# Verrès
 Verrès  Olaszország Valle d’Aosta régiójának egy községe.

## Földrajza

Verrès község Valle d'Aosta térképén

Verrès a  Dora Baltea völgyében, a Val d'Ayas (Ayas-völgy) helyezkedik el, Aosta városától 30 km-re..
A vele szomszédos települések: Arnad, Challand-Saint-Victor, Champdepraz, Issogne és Montjovet.